# Lorenzo Viani
Lorenzo Viani, né le 1er novembre 1882 à Viareggio en Italie et mort le 2 novembre 1936 à Ostie, Rome, en Italie, est un peintre, graveur et écrivain italien, premier lauréat du prix Viareggio en 1930.

## Œuvre

### Picturale
- Autoportrait, Galerie d'Art moderne de Florence

### Littéraire
- Ceccardo, (1922)
- Gli ubriachi, (1923)
- Giovanni senza paura, (1924)
- Parigi, (1925)
- I Vàgeri, (1926)
- Angiò, uomo d'acqua, (1928)
- Ritorno alla patria, (1930) – prix Viareggio
- II figlio del pastore, (1930)
- Storie di umili italiani, (1934)
- Le chiavi nel pozzo, (1935)
- Barba e capelli, (1939)
- Gente di Versilia, éd. Vallecchi (1946)
- Cuor di madre, éd. Vallecchi (1961)